# Taken by Force Tour
Tournées par Scorpions
Virgin Killer Tour Lovedrive Tour
Le Taken by Force Tour est la tournée qu'effectua le groupe de hard rock allemand Scorpions à la suite de la sortie de leur album Taken by Force. Elle s'étala entre octobre 1977 et avril 1978, se terminant en apothéose au Japon où fut enregistré l'album live Tokyo Tapes. Le groupe participa pendant l'été 1978 à deux festivals en Allemagne pendant lesquels Matthias Jabs remplaça Ulrich Roth.
Cette tournée visita quatre pays, l'Allemagne, La France, la Belgique et le Japon.
Ce fut la dernière tournée qu'Ulrich Roth effectua avec le groupe avant de partir fonder son propre groupe Electric Sun. Il quittera le groupe après le dernier concert donné au Nakano Sun Plaza de Tokyo.
Les trois derniers concerts donnés en 1978, verront l'arrivée de Matthias Jabs en remplacement de Ulrich Roth. Il s'agit principalement de festivals (sauf le dernier) où Scorpions partage l'affiche avec Genesis, Frank Zappa, Joan Baez, Ten Years After, Brand X et John McLaughlin.

## Setlist standard
Cette setlist donne une idée des chansons jouées pendant cette tournée.
| - All Night Long (inédit) - Pictured Life (de l'album Virgin Killer, 1976) - Bacstage Queen (de l'album Virgin Killer, 1976) - Polar Nights (de l'album Virgin Killer, 1976) - We'll Burn the Sky(de l'album Taken by Force, 1977) - Suspender Love (face B du single He's a Woman, She's a Man, 1977) - In Trance (de l'album In Trance, 1975) - In Search of the Peace of Mind (de l'album Lonesome Crow, 1972) - Fly to the Rainbow (de l'album Fly to the Rainbow, 1974) - He's a Woman, She's a Man (de l'album Taken by Force, 1977) - Speedy's Coming (de l'album Fly to the Rainbow, 1974) - Catch your Train ( de l'album Virgin Killer, 1976) | - Top of the Bill (de l'album In Trance, 1975) - Hound Dog (reprise d'Elvis Presley) - Long Tall Sally (reprise de Little Richard) - Steamrock Fever (de l'album Taken by Force, 1977) - Dark Lady (de l'album In Trance, 1975) - Robot Man (de l'album In Trance, 1975) - Hell-Cat (de l'album Virgin Killer, 1976) - Kojo no tsuki (reprise de Rentaro Taki) (Japon uniquement) - Kimi ga yo (hymne national japonais) (Japon uniquement) |

## Dates de la tournée
- Les trois dernier concerts de cette liste seront les premiers de Matthias Jabs avec les Scorpions.

| Date            | Pays      | Ville           | Salle                     | Avec                                          |
| --------------- | --------- | --------------- | ------------------------- | --------------------------------------------- |
| 14 octobre 1977 | Allemagne | Holzminden      | Stadthalle                | -                                             |
| 15 octobre      | Allemagne | Wiesentheid     | Steigerwaldhalle          | -                                             |
| 16 octobre      | Allemagne | Rosenheim       | Innthalhalle              | -                                             |
| 18 octobre      | Allemagne | Kaufbeuren      | Stadthalle                | -                                             |
| 19 octobre      | Allemagne | Friedrichshafen | Festhalle                 | -                                             |
| 20 octobre      | Allemagne | Mayence         | Eltzer Hof                | -                                             |
| 21 octobre      | Allemagne | Stadthagen      | Festhalle                 | -                                             |
| 22 octobre      | Allemagne | Cuxhaven        | Hermann Allers Halle      | -                                             |
| 23 octobre      | Allemagne | Oldenbourg      | Weser-Ems-Halle           | -                                             |
| 25 octobre      | Allemagne | Augsbourg       | Kongresshalle             | -                                             |
| 26 octobre      | Allemagne | Giessen         | Kongresshalle             | -                                             |
| 27 octobre      | Allemagne | Neckarsulm      | Paulussaal                | -                                             |
| 28 octobre      | Allemagne | Göppingen       | Haldenberghalle           | -                                             |
| 29 octobre      | Allemagne | Ulm             | Konzertsaal               | -                                             |
| 30 octobre      | Allemagne | Albstadt        | Festhalle                 | -                                             |
| 31 octobre      | Allemagne | Neu-Ulm         | Mehrzweckhalle            | -                                             |
| 1er novembre    | Allemagne | Lahnstein       | Stadthalle                | -                                             |
| 2 novembre      | Allemagne | Eversten        | Gymnasium Aula            | -                                             |
| 10 décembre     | France    | Denain          | Théâtre municipal         | Lithanie                                      |
| 14 décembre     | France    | Mulhouse        | Palais des Fêtes          | Speed Queen                                   |
| 17 décembre     | France    | Marly           | inconnue                  | -                                             |
| 21 janvier 1978 | Belgique  | Poperinge       | Salle Maekeblijde         | -                                             |
| 22 janvier      | Belgique  | Charleroi       | Salle de l'hôtel de ville | -                                             |
| 23 janvier      | Belgique  | Bruxelles       | Théâtre 140               | -                                             |
| 25 janvier      | Belgique  | Chênée          | Centre culturel           | -                                             |
| 27 janvier      | Allemagne | Hanovre         | Niedersachsenhalle        | Glasshouse                                    |
| 24 février      | Allemagne | Karlsruhe       | Festhalle Durlach         | -                                             |
| 26 février      | Allemagne | Cobourg         | Kongresshaus              | -                                             |
| 23 avril        | Japon     | Tokyo           | Nakano Sun Plaza          | -                                             |
| 24 avril        | Japon     | Tokyo           | Nakano Sun Plaza          | -                                             |
| 25 avril        | Japon     | Nagoya          | Shi-Kokaido               | -                                             |
| 26 avril        | Japon     | Osaka           | Festival hall             | -                                             |
| 27 avril        | Japon     | Tokyo           | Nakano Sun Plaza          | -                                             |
| 26 août         | Allemagne | Ulm             | Open Air Festival         | Genesis, Frank Zappa, Joan Baez, Alvin Lee... |
| 3 septembre     | Allemagne | Sarrebruck      | Open Air Festival         | Genesis, Frank Zappa, Joan Baez, Alvin Lee    |
| 26 décembre     | Allemagne | Wuppertal       | Stadthalle                | Kanaan                                        |